# D'Aguilar Highway

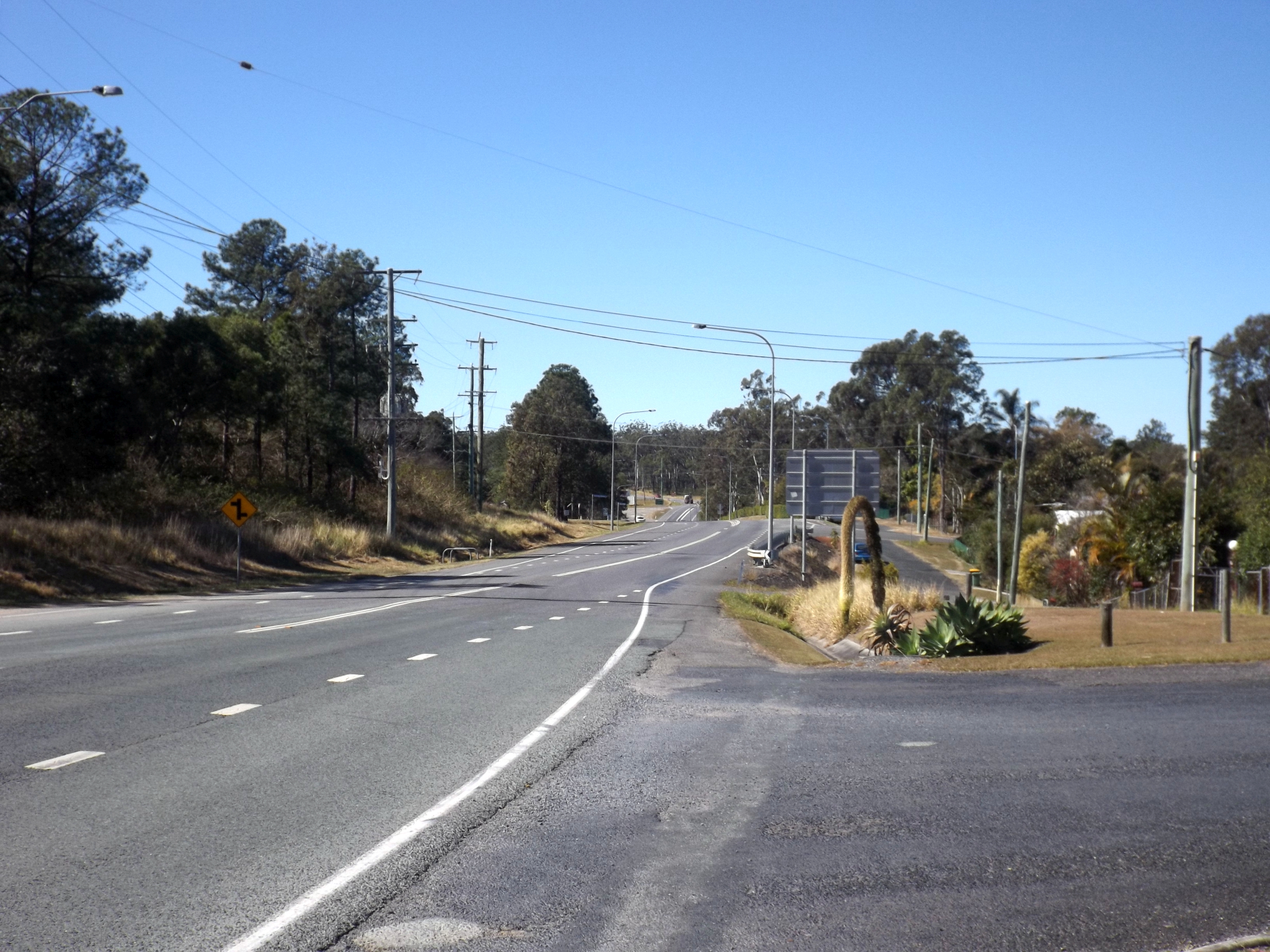
Photo de D'Aguilar Highway à D'Aguilar, région de Moreton Bay, Queensland, Australie.

Pour les articles homonymes, voir Aguilar.
La d'Aguilar Highway est une route à deux voies longue de 169 km située au Queensland en Australie. Elle relie la Bruce Highway, près de Caboolture à Kingaroy.
Les grandes villes le long de la route comprennent Woodford, Kilcoy, Yarraman, Nanango et Kingaroy. 